# Alciette-Bascassan
Pour les articles homonymes, voir Alciette-Bascassan.
Alciette-Bascassan est une ancienne commune française du département des Pyrénées-Atlantiques. Alciette-Bascassan et Ahaxe se sont réunies le 11 juin 1842 pour former la nouvelle commune d'Ahaxe-Alciette-Bascassan.

## Géographie
Le village fait partie du pays de Cize, dans la province basque de Basse-Navarre, au confluent du Laurhibar et de l'Esteneko erreka. Il regroupe deux anciennes paroisses.

## Toponymie
Son nom basque est Altzieta-Bazkazane.
Le toponyme Alciette apparaît sous les formes 
Alsuete (1249), 
La Grange d'Alsuete (1302, chapitre de Bayonne), 
Alçueta (1305), 
Alzueta (1513, titres de Pampelune), 
Alçuete et Alçueta (1350 pour ces deux formes), 
Alchuete (1387), 
Alchuette (1387), 
Alçueta (1621, Martin Biscay) et 
Alsiette (1667, règlement des États de Navarre). Le gentile basque est Alzietarr. D'après Jean-Baptiste Orpustan, Alciette dérive d'un Alzueta médiéval, lui-même provenant du alzu basque, 'lieu où abonde l'aulne'.
Le toponyme Bascassan apparaît sous les formes 
Bazquazen (1208), 
Bascaçen (1292), 
Bascacen (1350), 
Bazcacen (1366), 
Basquacen (1413), 
Bazcacen (1513, titres de Pampelune), 
Vazquacen (1613), 
Vazcazen et Vazaçan (1621 pour ces deux dernières formes, Martin Biscay) et 
Bascassan (1789).
Son origine est incertaine. Le gentile est Bazkazandarr en basque.

## Histoire
Le 11 juin 1842, la commune perd une partie de son territoire à la suite de la création de la commune d'Estérençuby et est aussitôt réunie à Ahaxe pour former la commune d' Ahaxe-Alciette-Bascassan.

## Démographie
Le recensement de la population de Basse-Navarre de 1695 dénombre 55 feux à Alciette et 23 à Bascassan.
| 1793 | 1800 | 1806 | 1821 | 1831 | 1836 |
| ---- | ---- | ---- | ---- | ---- | ---- |
| 280  | 309  | 320  | 387  | 336  | 452  |

## Culture locale et patrimoine

### Patrimoine religieux
- L'ancienne benoiterie[11] de Bascassan est classée à l'Inventaire général du patrimoine culturel ;
- L'église Saint-André-de-Bascassan[12] date du XVIIe siècle. L'église de Bascassan est l'objet d'un tableau de François-Maurice Roganeau ;
- L'église Saint-Sauveur-d'Alciette[13] date des XIIe et XVIIe siècles. Elle recèle du mobilier[14] des XVIIe et XVIIIe siècles, recensé par le ministère de la Culture ;
- L'église Saint-André de Bascassan, actuellement église dite chapelle Saint-André de Bascassan[15] date des XIIe et XVIIe siècles. On y trouve du mobilier[16] des XVIIe et XVIIIe siècles enregistré par le ministère de la Culture ;

## Pour approfondir